# Павасович, Душко
Душко Павасович (словен. Duško Pavasović; род. 15 октября 1976, Сплит) — словенский шахматист, гроссмейстер (1999). Тренер ФИДЕ (2012).
Трёхкратный чемпион Словении (1999, 2006, 2007).
В составе национальной сборной участник 7-и Олимпиад (1998—2010). Участник кубка мира (2007).

## Изменения рейтинга
| Графики недоступны из-за технических проблем. См. информацию на Фабрикаторе и на mediawiki.org. |